# ポイントギヴン
ポイントギヴン（Point Given、1998年 - 2023年9月11日）はアメリカの競走馬。2001年にプリークネスステークス、ベルモントステークスを制して二冠馬となった。愛称はビッグレッドトレイン。2010年にはアメリカ競馬殿堂入りを果たしている。

## 戦績
デビューは2000年8月のメイドン（未勝利戦）で、その頃ちょうどアメリカ遠征中だった武豊が騎乗し2着であった。その後は連勝し、シャンペンステークス2着の後にブリーダーズカップ・ジュヴェナイルに挑戦、勝ち馬マッチョウノにハナ差の2着と惜敗した。その次走のハリウッドフューチュリティに勝ち、G1初勝利を手にした。
明け3歳となった2001年は、年初からサンフェリペステークス、サンタアニタダービーをともに圧勝する。そして1番人気で臨んだケンタッキーダービーであったが、レース史上最速のハイペースに巻き込まれてモナーコスから離された5着に終わった。
しかし、続くプリークネスステークスで雪辱の優勝を飾ると、三冠最終戦ベルモントステークスでは2着エーピーヴァレンタインに12馬身1/4差をつける驚愕のパフォーマンスを見せつけて優勝、父サンダーガルチとの父子2代制覇を達成した。
その後も勢いは止まらず、ハスケルインビテーショナルハンデキャップ、トラヴァーズステークスにも勝ちG1競走4連勝を達成している。10月のブリーダーズカップではイギリスダービー馬ガリレオとの対決が期待されたが、トラヴァーズステークスの5日後に左前肢屈腱炎を発症したため引退が決まった。この年の活躍が評価され、エクリプス賞年度代表馬、最優秀3歳牡馬に選出された。
後の2010年、アメリカ競馬名誉の殿堂博物館はポイントギヴンの競走成績を評価して、同馬の殿堂入りを発表した。
2023年9月11日にケンタッキー・ホースパークで死去。

### 主な勝ち鞍
2000年（2歳） 6戦3勝
ハリウッドフューチュリティ
2着 - シャンペンステークス、ブリーダーズカップ・ジュヴェナイル
2001年（3歳） 7戦6勝
サンタアニタダービー、プリークネスステークス、ベルモントステークス、ハスケルインビテーショナルハンデキャップ、トラヴァーズステークス

## 種牡馬
シンジケート総額5000万ドル（約60億円）、種付け料12万5000ドル（約1500万円）という破格の評価で2002年よりスリーチムニーズファームで種牡馬入りした。
すでにステークスウィナーを輩出しているものの安定感に欠け、種付け料の高額さも相まって馬産地での評判は下降線を辿っている。その影響を受けてか、2008年は種付け料を1万5000ドル（約150万円）と大幅に値下げすることが発表された 。
2017年をもって種牡馬を引退、種牡馬引退後はケンタッキーホースパークで余生を過ごす。
日本にも少数ながら産駒が輸入されているが、現在のところ目立った活躍馬は出ていない。

### 主な産駒
- 2003年産
  - ゴービトウィン（パシフィッククラシックステークス）
- 2004年産
  - ポイントアシュレー（デルマーデビュータントステークス）
  - シーリーヒル（カナダ牝馬3冠、2007年カナダ年度代表馬）
- 2008年産
  - コイル（ハスケルインビテーショナルハンデキャップ、サンタアニタスプリントチャンピオンシップ）

## 血統表
| ポイントギヴンの血統（ミスタープロスペクター系 / Raise a Native4×4=12.50%） | ポイントギヴンの血統（ミスタープロスペクター系 / Raise a Native4×4=12.50%） | ポイントギヴンの血統（ミスタープロスペクター系 / Raise a Native4×4=12.50%） | （血統表の出典）       | （血統表の出典） |
| 父 *サンダーガルチ Thunder Gulch 1992 栗毛                                  | 父の父Gulch 1984 鹿毛                                                       | Mr.Prospector                                                               | Raise a Native         | Raise a Native   |
| 父 *サンダーガルチ Thunder Gulch 1992 栗毛                                  | 父の父Gulch 1984 鹿毛                                                       | Mr.Prospector                                                               | Gold Digger            |                  |
| 父 *サンダーガルチ Thunder Gulch 1992 栗毛                                  | 父の父Gulch 1984 鹿毛                                                       | Jameela                                                                     | Rambunctious           | Rambunctious     |
| 父 *サンダーガルチ Thunder Gulch 1992 栗毛                                  | 父の父Gulch 1984 鹿毛                                                       | Jameela                                                                     | Asbury Mary            |                  |
| 父 *サンダーガルチ Thunder Gulch 1992 栗毛                                  | 父の母Line of Thunder 1987 鹿毛                                             | Storm Bird                                                                  | Northern Dancer        | Northern Dancer  |
| 父 *サンダーガルチ Thunder Gulch 1992 栗毛                                  | 父の母Line of Thunder 1987 鹿毛                                             | Storm Bird                                                                  | South Ocean            |                  |
| 父 *サンダーガルチ Thunder Gulch 1992 栗毛                                  | 父の母Line of Thunder 1987 鹿毛                                             | Shoot a Line                                                                | High Line              | High Line        |
| 父 *サンダーガルチ Thunder Gulch 1992 栗毛                                  | 父の母Line of Thunder 1987 鹿毛                                             | Shoot a Line                                                                | Death Ray              |                  |
| 母 Turko's Turn 1992 栗毛                                                   | 母の父Turkoman 1982 黒鹿毛                                                  | Alydar                                                                      | Raise a Native         | Raise a Native   |
| 母 Turko's Turn 1992 栗毛                                                   | 母の父Turkoman 1982 黒鹿毛                                                  | Alydar                                                                      | Sweet Tooth            |                  |
| 母 Turko's Turn 1992 栗毛                                                   | 母の父Turkoman 1982 黒鹿毛                                                  | Taba                                                                        | Table Play             | Table Play       |
| 母 Turko's Turn 1992 栗毛                                                   | 母の父Turkoman 1982 黒鹿毛                                                  | Taba                                                                        | Filipina               |                  |
| 母 Turko's Turn 1992 栗毛                                                   | 母の母Turbo Launch 1985 栗毛                                                | Relaunch                                                                    | In Reality             | In Reality       |
| 母 Turko's Turn 1992 栗毛                                                   | 母の母Turbo Launch 1985 栗毛                                                | Relaunch                                                                    | Foggy Note             |                  |
| 母 Turko's Turn 1992 栗毛                                                   | 母の母Turbo Launch 1985 栗毛                                                | David's Tobin                                                               | Tobin Bronze           | Tobin Bronze     |
| 母 Turko's Turn 1992 栗毛                                                   | 母の母Turbo Launch 1985 栗毛                                                | David's Tobin                                                               | Restless Love F-No.2-n |                  |